# Svastra texana
Svastra texana är en biart som först beskrevs av Cresson 1872.  Svastra texana ingår i släktet Svastra och familjen långtungebin.

## Underarter
Arten delas in i följande underarter:
- S. t. eluta
- S. t. texana